# Behind the Cow
A Behind the Cow a német Scooter együttes 2007-ben megjelent kislemeze, az első a The Ultimate Aural Orgasm című lemezükről, egyben az első kislemez, amit Michael Simonnal közösen készítettek. A dal elkészítésében közreműködött az amerikai rapper Fatman Scoop, valamint a Venom gitárosa, a Scooterrel már a "Who's Got The Last Laugh Now Tour" alatt együtt játszó Jeff "Mantas" Dunn is. A dal két szám feldolgozása, a The KLF "What Time Is Love?"-ja és a Blue Öyster Cult "Don't Fear The Reaper"-je hallható benne (nyitó sorai pedig szintén egy KLF-számra, az "America: What Time Is Love?"-ra utalnak). A dal nem lett túl nagy siker, koncerteken gyakorlatilag csak a megjelenése környékén játszották, és mivel az albumhoz nem tartottak lemezbemutató turnét, így nem is túl sok alkalommal.

## Számok listája
1. Behind The Cow – Radio Version (3:36)
2. Behind The Cow – Extended Version (6:33)
3. Behind The Cow – Spencer & Hill Bigroom Mix (6:32)
4. Behind The Cow – Spencer & Hill Dub Radio Edit (2:54)
5. Taj Mahal (3:27)

A Taj Mahal végén több másodpercnyi szünetet követően egy tehénbőgés hallható.

### Vinyl verzió
- A1: Extended Mix (6:33)
- B1: Spencer & Hill Bigroom Mix (6:32)
- B2: Spencer & Hill Dub Mix (5:57)

## Más változatok
A "Behind The Cow"-t eredetileg nem Fatman Scoop-pal, hanem a német rapper Lincolnnal játszották. Egy német televíziós műsor kedvéért rögzített változat az egyetlen, amelyben ez a verzió meghallgatható, ebben a rapbetét sokkal hangsúlyosabb, mint a hivatalosan megjelent változatban.
Az "Extended Mix"-nek létezik egy olyan változata, amely csak dán promóciós kiadványon jelent meg, amely kismértékben eltér attól, mint ami hivatalosan megjelent.
A "The Ultimate Aural Orgasm" nagylemez kétlemezes limitált kiadásának második CD-jére felkerült a "3 AM Mix" című változat, továbbá a videoklip és az ahhoz kapcsolódó werkfilm. Ugyancsak ennek az albumnak a 2013-ban megjelent "20 Years of Hardcore Expanded Edition" kiadásán szerepelt a "Spencer & Hill Bigroom Mix" és a "Dub Radio Edit". A "Dub Mix" kizárólag a vinyl verzión hallható. Sajnos az ezen a kiadáson hallható "Taj Mahal" végéről levágták a rejtett tehénbőgést.

## Közreműködtek
- H.P. Baxxter a.k.a. MC Zippidy (szöveg)
- Rick J. Jordan, Michael Simon (zene)
- Jens Thele (menedzser)
- Fatman Scoop (rapbetét)
- Jeff "Mantas" Dunn (gitár)
- Peter Spencer & Josh Hill (Spencer & Hill)
- Marc Schilkowski (borítóterv)
- Mathias Bothor (fényképek)

## Videoklip
A videoklipet Indiában vették fel, ahol a Scooter némi kellemetlenséget okozott azzal, hogy egy tehenet befestettek, ami arrafelé szent állat. A klip közepén egy TV-képernyőn keresztül maga Fatman Scoop is bejelentkezik egy new york-i taxi hátsó üléséről, majd a legvégén az indiai emberek megidézik a holit, a színek tavaszi fesztiválját.